# تغذية بالحقن

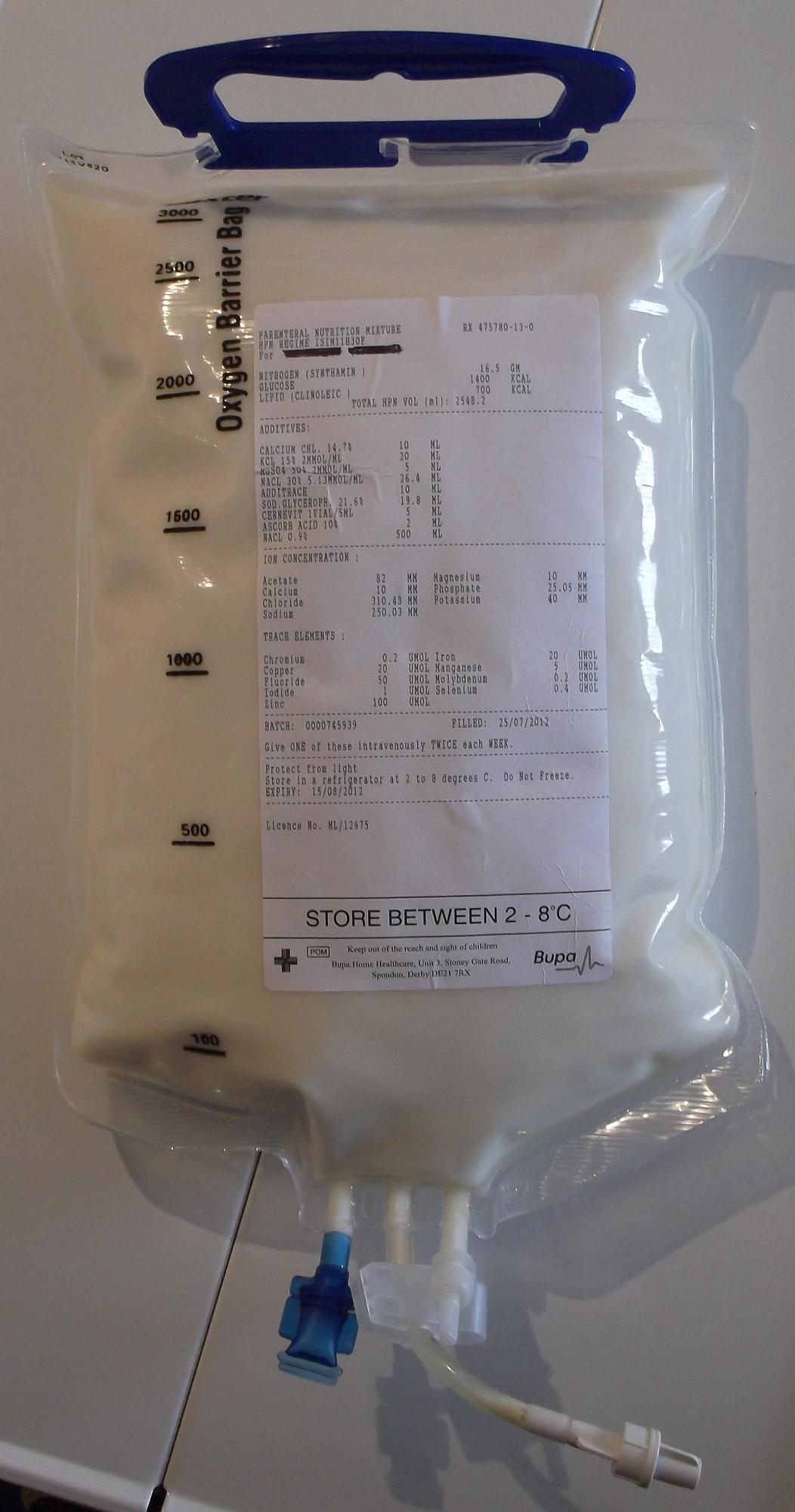
تركيبة تغذية كاملة بالحقن دهنية

تغذية بالحقن أو المغذيات الوريدية (بالإنجليزية: Parenteral nutrition)‏. هي عملية إطعام عن طريق الوريد متجاوزين الطريقة المعتادة للأكل والهضم.
يستقبل الشخص خلال عملية تغذية بالحقن تركيبة مغذية تحتوي على الغلوكوز والملح وأحماض أمينية والدهنيات وفيتامينات وعناصر معدنية. عندما لا توجد أي تغذية ملحوظة من أي طريق آخر، فتسمى هذه التركيبة تغذية كاملة بالحقن (TPN) أو الخليط المغذي الكامل (TNA). كما يمكن تسميتها تغذية محيطية بالحقن (PPN) إذا كانت عن طريق وريد في أحد الأطراف وليس عن طريق وريد مركزي.

## الاستخدامات الطبية
تستخدم التغذية الكاملة بالحقن عند وجود خلل في عمل الجهاز الهضمي ناتج عن انقطاع استمراريته (مسدود أو به تسرب - ناسور) أو ضعف قدرته على الامتصاص. استخدمت لدى مرضى الغيبوبة، رغم أن التغذية المعوية عادةً ما تكون مفضلة وأقل عرضة للمضاعفات. تستخدم التغذية بالحقن للوقاية من سوء التغذية لدى المرضى غير القادرين على الحصول على العناصر الغذائية الكافية عن طريق الفم أو بالطريق المعوي. توصي جمعية طب الرعاية الحرجة والجمعية الأمريكية للتغذية الوريدية والمعوية بالانتظار حتى اليوم السابع من الرعاية في المستشفى.

### المؤشرات الحاسمة للتغذية الكاملة بالحقن
تشمل الأمراض التي قد تتطلب استخدام التغذية الكاملة بالحقن:
- متلازمة الأمعاء القصيرة
- انسداد الأمعاء الدقيقة
- نزف الجهاز الهضمي النشط
- انسداد زائف مع عدم تحمل الطعام بشكل نهائي
- نواسير معوية جلدية عالية الإنتاج (> 500 مل/يوم) (ما لم يكن بالإمكان تمرير أنبوب تغذية بعيدًا إلى الناسور)

### اضطرابات الجهاز الهضمي
قد تكون التغذية الكاملة بالحقن الخيار الوحيد الممكن لتوفير التغذية للمرضى الذين يعانون من خلل في الجهاز الهضمي أو الذين يعانون من اضطرابات تتطلب الراحة الكاملة للأمعاء، بما في ذلك انسداد الأمعاء، متلازمة الأمعاء القصيرة، انشقاق البطن الخلقي، الإسهال المزمن بغض النظر عن السبب، داء كرون الشديد أو التهاب القولون التقرحي، وبعض اضطرابات الجهاز الهضمي لدى الأطفال بما في ذلك التشوهات الخلقية في الجهاز الهضمي والالتهاب المعوي القولوني الناخر.

### لدى المسنين
هناك اختلافات جسدية أو فزيولوجية أو عقلية بين كبار السن والتي يمكن أن تؤدي إلى سوء التغذية، ما يتطلب منهم الحصول على علاج بالتغذية الطبية. تتأخر عملية ترميم العضلات لدى المرضى المسنين مقارنةً بالشباب. بالإضافة إلى ذلك، لوحظ أن المرضى الأكبر سنًا يعانون من ضعف أكبر في القلب والكلى، ومقاومة الأنسولين، ونقص في الفيتامينات والعناصر الأساسية. يعد المرضى الذين يحتاجون إلى علاج تغذوي ولكن لديهم موانع لاستخدام التغذية المعوية أو لا يمكنهم تحملها مرشحين مناسبين للتغذية بالحقن. لدى المسنين، تستخدم التغذية بالحقن إذا كانت التغذية الفموية أو المعوية غير ممكنة لمدة 3 أيام أو عندما تكون التغذية الفموية غير كافية لأكثر من 7-10 أيام. رغم عدم وجود مضاعفات للتغذية بالحقن خاصة بالمسنين، تشيع المضاعفات لدى هذه الفئة من السكان أكثر من غيرها بسبب زيادة الأمراض المرافقة.

### لدى مرضى السرطان
يكون المرضى الذين شُخصت إصابتهم بالسرطان، سواء كانوا مرضى خارجيين يخضعون للعلاج أو في المستشفى، معرضين بشكل أكبر لخطر سوء التغذية ومتلازمة الهزال. يمكن أن يُعزى سوء التغذية المرتبط بالسرطان إلى قلة تناول الطعام، وزيادة الحاجة إلى الطاقة، واضطرابات التمثيل الغذائي. يجب تقييم المرضى في وقت مبكر من فترة علاجهم للسرطان لكشف وجود مخاطر غذائية، ومن طرق التقييم استخدام الأوزان الروتينية وحساب مؤشر كتلة الجسم. تُستخدم التغذية بالحقن لدى مرضى السرطان عندما يتعذر الوصول إلى السبيل الهضمي أو إذا كان السبيل غير وظيفي. في المراحل المتقدمة للسرطان، يجب مناقشة استخدام التغذية بالحقن في سياق المخاطر والفوائد، مثل ما إذا كان معدل البقاء التقريبي أطول من 3 أشهر وإذا كان من المتوقع أن تؤدي التغذية بالحقن إلى تحسين نوعية حياة المرضى بشكل كبير. 
ليس مؤكدًا ما إذا كانت التغذية الوريدية في المنزل تؤدي إلى تحسين فرص البقاء أو تحسين نوعية الحياة لدى الأشخاص الذين يعانون من انسداد الأمعاء الخبيث.

## المدة
يمكن استخدام التغذية بالحقن على المدى القصير إذا توقف الجهاز الهضمي عن العمل (كما في حالات التهاب البريتون)، وكان وزن المريض منخفضًا بدرجة كافية لإثارة مخاوف بشأن التغذية أثناء الإقامة الطويلة في المستشفى. تُستخدم التغذية بالحقن على المدى الطويل أحيانًا لعلاج المرضى الذين يعانون من مضاعفات تالية لحادث أو جراحة أو اضطراب في الجهاز الهضمي. أطالت التغذية بالحقن عمر الأطفال المولودين دون أعضاء أو مع أعضاء مشوهة بشدة.

## المضاعفات
تتجاوز التغذية الكاملة بالحقن الجهاز الهضمي والطرق العادية لامتصاص المغذيات بشكل تام. بخلاف المضاعفات المحتملة المذكورة أدناه، تشمل المضاعفات الشائعة للتغذية الكاملة بالحقن نقص فوسفات الدم، ونقص بوتاسيوم الدم، وارتفاع سكر الدم، وفرط ثنائي أكسيد الكربون في الدم، وانخفاض مستويات النحاس والزنك، وارتفاع زمن البروثرومبين (إذا كان مرتبطًا بإصابة الكبد)، وحماض استقلابي بفرط كلوريد الدم، ونقص حركية الجهاز الهضمي.

### العدوى
تتطلب التغذية الكاملة بالحقن إعطاءً مزمنًا عبر الوريد حتى يمر المحلول من خلاله، وتشمل المضاعفات الأكثر شيوعًا إصابة القسطر. تعد العدوى سببًا شائعًا للوفاة بين هؤلاء المرضى، إذ يبلغ معدل الوفيات 15% لكل إصابة، وعادةً ما تنتج الوفاة عن الصدمة الإنتانية. عند استخدام المدخل الوريدي المركزي، يُفضل الوريد تحت الترقوة (أو الإبط) نظرًا لسهولة الوصول إليه وقلة المضاعفات الخمجية مقارنةً بالوريد الوداجي والفخذي.
تشمل مضاعفات القسطر استرواح الصدر وثقب الشرايين العرضي والإنتان المرتبط بالقسطر. يجب أن يكون معدل المضاعفات وقت الإدخال أقل من 5%. يمكن التقليل من العدوى المرتبطة بالقسطرة عن طريق الاختيار المناسب لكل من القسطر وتقنية الإدخال.

### جلطات الدم
يؤدي الإدخال الوريدي المزمن إلى إبقاء جسم غريب في الأوعية الدموية، وتشيع جلطات الدم على هذا الخط الوريدي. يمكن أن ينتج الموت عن الانصمام الرئوي إذ تنفصل الجلطة التي تبدأ على الخط الوريدي وتنتقل إلى الرئتين، ما يمنع تدفق الدم.

### الكبد الدهني وفشل الكبد
عادةً ما يكون الكبد الدهني من المضاعفات طويلة الأمد للتغذية الكاملة بالحقن، رغم أنه شائع إلى حد ما على مدى فترة طويلة. يُعزى حدوث المرض إلى استخدام حمض اللينوليك (الحمض الدهني أوميغا-6 الموجود في زيت فول الصويا) كمصدر رئيسي للسعرات الحرارية. يصيب مرض الكبد المرتبط بالتغذية الكاملة بالحقن نحو 50% من المرضى في غضون 5-7 سنوات، ويرتبط بمعدل وفيات يتراوح بين 2-50%. يعد ظهور مرض الكبد هذا من المضاعفات الرئيسية التي تسبب حاجة المرضى الخاضعين للتغذية الكاملة بالحقن إلى زراعة الأمعاء.

### الجوع
نظرًا لأن المرضى يحصلون على غذائهم بالطريق الوريدي، فإن المريض لا يأكل بشكل طبيعي، ما يؤدي إلى آلام شديدة أثناء الجوع. يستخدم الدماغ إشارات من الفم (طعم ورائحة) والمعدة والجهاز الهضمي (التخمة) والدم (مستويات المغذيات) لتحديد الشعور بالجوع. في حالات التغذية الكاملة بالحقن، لا تتحقق متطلبات الذوق والرائحة والشعور بالتخمة، فيعاني المريض من الجوع المستمر، رغم أن الجسم يتغذى بشكل كامل.
يمكن للمرضى الذين يجبرون أنفسهم على تناول الطعام رغم عدم قدرتهم أن يواجهوا مجموعة واسعة من المضاعفات، مثل متلازمة إعادة التغذية.

## تغذية كاملة بالحقن
الجدول التالي يوضح مثالا على تركيبة تغذية كاملة بالحقن.
| أمثلة على محاليل تغذية كاملة بالحقن | أمثلة على محاليل تغذية كاملة بالحقن | أمثلة على محاليل تغذية كاملة بالحقن | أمثلة على محاليل تغذية كاملة بالحقن |
| المادة                              | المريض الطبيعي                      | الإجهاد العالي                      | مقيد السوائل                        |
| ----------------------------------- | ----------------------------------- | ----------------------------------- | ----------------------------------- |
| أحماض أمينية                        | 85 غم                               | 128 غم                              | 75 غم                               |
| دكستروز                             | 250 غم                              | 350 غم                              | 250 غم                              |
| ليبيدات                             | 100 غم                              | 100 غم                              | 50 غم                               |
| Na+                                 | 150 mEq                             | 155 mEq                             | 80 mEq                              |
| K+                                  | 80 mEq                              | 80 mEq                              | 40 mEq                              |
| Ca2+                                | 360 ملغ                             | 360 ملغ                             | 180 ملغ                             |
| Mg2+                                | 240 ملغ                             | 240 ملغ                             | 120 ملغ                             |
| أسيتات                              | 72 mEq                              | 226 mEq                             | 134 mEq                             |
| Cl−                                 | 143 mEq                             | 145 mEq                             | 70 mEq                              |
| P                                   | 310 ملغ                             | 465 ملغ                             | 233 ملغ                             |
| MVI-12                              | 10 مل                               | 10 مل                               | 10 مل                               |
| عناصر شحيحة                         | 5 مل                                | 5 مل                                | 5 مل                                |